# 오제도
오제도(吳制道, 1917년 11월 15일 ~ 2001년 7월 1일)는 대한민국의 법조인, 정치인이다. 본관은 해주이며, 평안남도 안주 출신이다.

## 생애
1946년 제1회 판검사 특별임용시험을 합격하고 서울지방검찰청과 대검찰청에서 검사로 활동하였다. 1940년대와 1950년대초 반공검사로 활동하였다. 선우종원과 함께 좌익 전력자를 전향하도록 한 보도연맹을 제안하였다. 1949년 보도연맹 창설 때 지도위원을 맡았다. 1950년 4월 국회의원 선거를 앞두고 야당의 우세가 점쳐지자 자유당의 하수단체인 대한정치공작대가 제1야당인 민국당 인사들을 간첩들과 밀통하였다하여 붕괴시키려 하였다. 이에 의문을 품고 수사를 하여 조작극임을 밝혀내는 등 좌우를 가리지 않고 활동하였다. 5.16 군사정변에 검찰총장직을 제안 받았으나 거절하고 반혁명분자 1호로 옥고를 치르기도 했다. 변호사로 개업한 후에도 북한연구소를 창립하고 초대 이사장을 맡는 등 여러 보수 단체에서 활동하면서, 박홍의 한국통신 노조 주사파 발언 사건, 권영해의 북풍사건(총풍사건)을 변론하는 등 우익 인사에 대한 지원활동에 힘썼다.
1977년 정일형이 3·1 명동사건으로 의원직을 상실하여 치러진 종로 중구 보궐선거에 무소속으로 출마하여 제9대 국회의원이 되었으며, 제11대에는 민주정의당 소속 전국구로 국회의원이 되었고 법무부 장관 제의도 있었으나 학원(學園)문제, 남북대화 문제에 대한 견해 차이로 84년말 의원직을 사퇴하고 안보교육활동에 힘썼다.
1997년 5월 주사파 발언이 문제가 되어 박홍이 제소되자 노재봉, 언론인 이도형 등 보수인사 70여명이 후원회를 결성하였다.
같은해 9월 17일 황장엽 전 북한노동당비서가 망명 후 심리적 안정을 위해 개별면담을 해줄 것을 요청하여 안기부가 마련한 자리에서 만나 의형제를 맺었다.
2001년 법조인 최초로 국가유공자로 인정되어 국립현충원에 안장되었다.

## 학력
- 평안중학교 졸업
- 일본 와세다 대학 법학과 학사

### 명예박사 학위
- 라스아메리카대학교 명예문학박사
- 로스앤젤레스침례신학대학 명예철학박사
- 미주리주립대학교 명예정치학박사

## 경력
- 1946년 : 판검사 특별임용시험 합격
- 서울지검, 서울고검,  대검찰청 검사
- 군,검,경 합동수사본수 총지휘관
- 1960년 : 변호사 개업
- 국제법률가대회 한국대표
- 1977 라스아메리카대학교 명예문학박사
- 1979 로스앤젤레스침례신학대학 명예철학박사
- 1993 미주리주립대학교 명예정치학박사
- 한국반공연맹 이사
- 월간지 '북한' 창간 및 발행인
- 북한연구소 창립 및 이사장
- 제9대 국회의원, 세계반공연맹한국대표
- 한국안보교육협회 이사장
- 아시아국제예술제 1대~18대 총재
- 북한탈출동포돕기운동본부 회장
- 제9대, 제11대 국회의원
- 한국국제평화연구소이사장
- 월간 사상21세기 창간 및 회장

## 상훈
- 을지무공훈장
- 국민훈장 모란장
- 국민훈장 무궁화장

## 오제도를 연기한 배우
- 최무룡 - 1973년 (특별수사본부 기생 김소산) 영화
- 이순재 - 1974년 (특별수사본부 김수임의 일생) 영화
- 박근형 - 1974년 (국회프락치) 영화
- 최성 - 1976년 (구삼육 사건) 영화
- 권성덕 - 1981년 (제1공화국) MBC 드라마
- 송재호 - 1981년 (표적) KBS1 드라마
- 장보규 - 1990년 (반민특위) MBC 드라마

## 역대 선거 결과
|  | 30.2% |

|  | 24.59% |

|  | 35.6% |

## 같이 보기
- 반공주의
- 이인
- 이주하
- 김삼룡
- 성시백
- 김수임
- 선우휘
- 박관수
- 박용만
- 박홍
- 조갑제
- 서정갑
- 지만원
- 헌법을 생각하는 변호사 모임